# Михаил Палеолог (син на Андроник III Палеолог)
Михаил Палеолог (на гръцки: Μιχαήλ Παλαιολόγος; роден през 1337) е вторият син на византийския император Андроник III Палеолог и съпругата му Анна Савойска.
Малко се знае за живота му. Той е роден през 1337 г., по време на управлението на баща си, поради което бил наричан Багренородни. Някъде преди смъртта на Андроник III през 1341 г. Михаил е издигнат до върховния дворцов ранг деспот. През 1351/52 г., когато по-големият му брат Йоан V Палеолог (управлявал 1341 – 1391 г.) е въвлечен в борба за трона с Матей Кантакузин, Йоан V, който потърсил помощ от сръбския цар Стефан Душан (управлявал 1331 г. – 1355), изпраща брат си Михаил като заложник в сръбския двор, срещу което императорът получил от сръбския цар подкрепление от 4000 конници за обсадата на Адрианопол. Нищо повече не се знае за Михаил Палеолог, но най-ввроятно той е починал преди 1370 г.

### Цитирана литература
- ((fr)) Guilland, Rodolphe (1959). Recherches sur l'histoire administrative de l'Empire byzantin: Le despote, δεσπότης. – Revue des études byzantines, 17,  52–89., doi:10.3406/rebyz.1959.1199
- ((de)) Trapp, Erich; Beyer, Hans-Veit; Walther, Rainer et al. (2001) [1976–1996]. 21521. <Παλαιολόγος> Μιχαήλ. – Prosopographisches Lexikon der Palaiologenzeit, CD-ROM. Wien: Verlag der Österreichischen Akademie der Wissenschaften, ISBN 3-7001-3003-1, https://archive.org/details/ErichTrappProsopographischesLexikonDerPALAIOLOGENZEIT/mode/2up

|  | Тази страница частично или изцяло представлява превод на страницата Michael Palaiologos (son of Andronikos III) в Уикипедия на английски. Оригиналният текст, както и този превод, са защитени от Лиценза „Криейтив Комънс – Признание – Споделяне на споделеното“, а за съдържание, създадено преди юни 2009 година – от Лиценза за свободна документация на ГНУ. Прегледайте историята на редакциите на оригиналната страница, както и на преводната страница, за да видите списъка на съавторите. ВАЖНО: Този шаблон се отнася единствено до авторските права върху съдържанието на статията. Добавянето му не отменя изискването да се посочват конкретни източници на твърденията, които да бъдат благонадеждни. |